# Segar Bastard
Segar Richard Bastard (Bow, 25 gennaio 1854 – Epsom, 20 marzo 1921) è stato un arbitro di calcio, calciatore e crickettista inglese.

## Biografia
Secondo figlio dei due avuti da Richard e Josephine Laura, diviene avvocato come il padre. Nel 1884 si sposò con Gertrude Littlewood Garrett, da cui ebbe quattro figlie: Hilda, Florence, Judith e Nancy.
Bastard fu uno sportivo a tutto tondo essendo stato arbitro di calcio, calciatore, crickettista e possessore di un cavallo da corsa.
Morì nel 1921 per un attacco di cuore.

## Carriera

### Calcio

#### Club
Ha militato nell'Upton Park, nei Trojans e nel Leyton. Inoltre indossò la maglia dei Corinthians in alcuni incontri amichevoli.

#### Nazionale
Bastard vestì la maglia della nazionale inglese di calcio il 13 marzo 1880 nell'amichevole persa 5 a 4 contro la Scozia.

### Cricket
Dal 1881 al 1885 militò nell'Essex.

### Arbitro di calcio
Bastard fu arbitro internazionale di calcio. Arbitrò la finale della FA Cup 1877-1878. Esordì come arbitro internazionale il 18 gennaio 1879, dirigendo l'incontro disputatosi a Londra tra l'Inghilterra ed il Galles.

## Statistiche

### Cronologia presenze e reti in nazionale
| Cronologia completa delle presenze e delle reti in nazionale ― Inghilterra | Cronologia completa delle presenze e delle reti in nazionale ― Inghilterra | Cronologia completa delle presenze e delle reti in nazionale ― Inghilterra | Cronologia completa delle presenze e delle reti in nazionale ― Inghilterra | Cronologia completa delle presenze e delle reti in nazionale ― Inghilterra | Cronologia completa delle presenze e delle reti in nazionale ― Inghilterra | Cronologia completa delle presenze e delle reti in nazionale ― Inghilterra | Cronologia completa delle presenze e delle reti in nazionale ― Inghilterra |
| Data                                                                       | Città                                                                      | In casa                                                                    | Risultato                                                                  | Ospiti                                                                     | Competizione                                                               | Reti                                                                       | Note                                                                       |
| -------------------------------------------------------------------------- | -------------------------------------------------------------------------- | -------------------------------------------------------------------------- | -------------------------------------------------------------------------- | -------------------------------------------------------------------------- | -------------------------------------------------------------------------- | -------------------------------------------------------------------------- | -------------------------------------------------------------------------- |
| 13-3-1880                                                                  | Glasgow                                                                    | Scozia                                                                     | 5 – 4                                                                      | Inghilterra                                                                | Amichevole                                                                 | -                                                                          |                                                                            |
| Totale                                                                     |                                                                            | Presenze                                                                   | 1                                                                          |                                                                            | Reti                                                                       | 0                                                                          |                                                                            |